# Marek Heinz
Marek Heinz (sinh ngày 4 tháng 8 năm 1977) là một cựu cầu thủ bóng đá chuyên nghiệp người Séc thi đấu ở vị trí tiền đạo. Anh khởi nghiệp chơi bóng tại quê nhà Cộng hòa Séc rồi ra nước ngoài thi đấu, cụ thể là giải vô địch của Đức và Pháp. Anh còn là tuyển thủ tuyển quốc gia Séc dự giải vô địch bóng đá châu Âu 2004.

## Sự nghiệp

### Đầu sự nghiệp
Heinz khởi nghiệp chơi bóng tại quê nhà Cộng hòa Séc, tại đây anh đã khoác áo Lázně Bohdaneč và Sigma Olomouc rồi chuyển sang Đức vào năm 2000.

### Đức và triệu tập lên tuyển quốc gia
Heinz đầu quân cho câu lạc bộ Hamburger SV của Đức vào năm 2000, trùng năm đánh dấu lần đầu anh khoác áo Cộng hòa Séc. Do không hợp với huấn luyện viên Kurt Jara nên sau mùa giải 2002–03 anh gia nhập Arminia Bielefeld để thi đấu phần còn lại của chiến dịch. Heinz không thể đá chính thường xuyên tại Bielefeld, chứng kiến đội bóng của anh bị rớt hạng khỏi Bundesliga. Sau khi không được Bielefeld ký hợp đồng và bị Hamburg thanh lý, anh trở lại Cộng hòa Séc vào năm 2003.

### Trở lại Cộng hòa Séc và giải vô địch châu Âu 2004
Baník Ostrava ký hợp đồng với Heinz vào năm 2003 và cầu thủ này có một màn thể hiện tuyệt vời trong mùa 2003–04, đưa Baník đến với chức vô địch quốc gia Séc và trở thành vua phá lưới của giải vô địch Séc với 19 bàn ghi được. Anh tiếp tục góp mặt tại giải vô địch bóng đá châu Âu 2004, tại giải này Cộng hòa Séc tiến đến vòng bán kết.

### Trở lại Đưc
Heinz chuyển về Đức sau khi câu lạc bộ Borussia Mönchengladbach ký hợp đồng với anh vào tháng 8 năm 2004, nhưng anh chỉ ở lại Mönchengladbach trong hơn một năm, rồi hướng sang câu lạc bộ Galatasaray SK của Thổ Nhĩ Kỳ vào năm 2005.
Năm 2005, Heinz ghi hai bàn thắng quan trọng cho tuyển quốc gia và câu lạc bộ. Anh lần đầu giúp Galatasaray thắng 4–1 trước kình địch Trabzonspor vào tháng 10, rồi ghi bàn thắng thứ ba quan trọng vào lưới Phần Lan giúp đưa Séc đến với giải vô địch bóng đá thế giới 2006 được tổ chức ở Đức.

### Pháp
Tháng 9 năm 2006, anh ký hợp đồng một năm với câu lạc bộ AS Saint-Étienne của Pháp sau khi được Galatasaray thanh lý, là tia hi vọng cuối cùng để anh gây dấu ấn ở cấp câu lạc bô ngoài Cộng hòa Séc. Tháng 8 năm 2007, anh đầu quân cho câu lạc bộ FC Nantes. Ngày 30 tháng 9 năm 2008, anh chuyển sang 1. FC Brno. Chỉ sau một năm Heinz rời Brno vào ngày 29 tháng 6 năm 2009 có thông tin cho hay anh đã ký hợp đồng một năm với đội Kapfenberger SV.

### Trở lại Olomouc
Heinz trở lại Olomouc vào năm 2011 và ký hợp đồng dài hai năm với câu lạc bộ. Dù cho thi đấu 20 trận trong mùa giải đầu tiên, Heinz chỉ chơi 17 phút khi vào sân thay người trong nửa đầu của mùa giải thứ hai. Tháng 11 năm 2012, huấn luyện viên Roman Pivarník thông báo rằng Heinz có thừa nhân sự và để anh tự do tìm câu lạc bộ mới. Anh gia nhập đội bóng 1. SC Znojmo ở giải hạng hai dưới dạng cho mượn vào tháng 1 năm 2013 trong phần còn lại của mùa giải.

## Thống kê sự nghiệp
Nguồn:
| Thể hiện tại câu lạc bộ | Thể hiện tại câu lạc bộ  | Thể hiện tại câu lạc bộ | Giải    | Giải      | Cúp                    | Cúp                    | Cúp liên đoàn      | Cúp liên đoàn      | Liên lục địa | Liên lục địa | Tổng cộng | Tổng cộng |
| Mùa                     | Câu lạc bộ               | Giải                    | Số trận | Bàn thắng | Số trận                | Bàn thắng              | Số trận            | Bàn thắng          | Số trận      | Bàn thắng    | Số trận   | Bàn thắng |
| Cộng hòa Séc            | Cộng hòa Séc             | Cộng hòa Séc            | Giải    | Giải      | Cúp bóng đá Séc        | Cúp bóng đá Séc        | Cúp liên đoàn      | Cúp liên đoàn      | Cúp châu Âu  | Cúp châu Âu  | Tổng cộng | Tổng cộng |
| ----------------------- | ------------------------ | ----------------------- | ------- | --------- | ---------------------- | ---------------------- | ------------------ | ------------------ | ------------ | ------------ | --------- | --------- |
| 1996–97                 | Lázně Bohdaneč           | Czech 2. Liga           | 8       | 0         |                        |                        | –                  | –                  |              |              |           |           |
| 1996–97                 | Sigma Olomouc            | Gambrinus liga          | 4       | 0         |                        |                        | –                  | –                  |              |              |           |           |
| 1997–98                 | Sigma Olomouc            | Gambrinus liga          | 23      | 4         |                        |                        | –                  | –                  |              |              |           |           |
| 1998–99                 | Sigma Olomouc            | Gambrinus liga          | 28      | 9         |                        |                        | –                  | –                  |              |              |           |           |
| 1999–00                 | Sigma Olomouc            | Gambrinus liga          | 15      | 4         |                        |                        | –                  | –                  |              |              |           |           |
| Đức                     | Đức                      | Đức                     | Giải    | Giải      | Cúp bóng đá Đức        | Cúp bóng đá Đức        | Khác               | Khác               | Cúp châu Âu  | Cúp châu Âu  | Tổng cộng | Tổng cộng |
| 2000–01                 | Hamburger SV             | Bundesliga              | 26      | 4         |                        |                        |                    |                    |              |              |           |           |
| 2001–02                 | Hamburger SV             | Bundesliga              | 15      | 1         |                        |                        |                    |                    |              |              |           |           |
| 2002–03                 | Hamburger SV             | Bundesliga              | 11      | 0         |                        |                        |                    |                    |              |              |           |           |
| 2002–03                 | Arminia Bielefeld        | Bundesliga              | 14      | 0         |                        |                        |                    |                    |              |              |           |           |
| Cộng hòa Séc            | Cộng hòa Séc             | Cộng hòa Séc            | Giải    | Giải      | Cúp bóng đá Séc        | Cúp bóng đá Séc        | Cúp liên đoàn      | Cúp liên đoàn      | Cúp châu Âu  | Cúp châu Âu  | Tổng cộng | Tổng cộng |
| 2003–04                 | Baník Ostrava            | Gambrinus liga          | 30      | 19        |                        |                        | –                  | –                  |              |              |           |           |
| 2004–05                 | Baník Ostrava            | Gambrinus liga          | 2       | 0         |                        |                        | –                  | –                  |              |              |           |           |
| Đức                     | Đức                      | Đức                     | Giải    | Giải      | Cúp bóng đá Đức        | Cúp bóng đá Đức        | Khác               | Khác               | Cúp châu Âu  | Cúp châu Âu  | Tổng cộng | Tổng cộng |
| 2004–05                 | Borussia Mönchengladbach | Bundesliga              | 20      | 1         |                        |                        |                    |                    |              |              |           |           |
| 2005–06                 | Borussia Mönchengladbach | Bundesliga              | 3       | 0         |                        |                        |                    |                    |              |              |           |           |
| Thổ Nhĩ Kỳ              | Thổ Nhĩ Kỳ               | Thổ Nhĩ Kỳ              | Giải    | Giải      | Cúp bóng đá Thổ Nhĩ Kỳ | Cúp bóng đá Thổ Nhĩ Kỳ | Cúp Liên đoàn      | Cúp Liên đoàn      | Cúp châu Âu  | Cúp châu Âu  | Tổng cộng | Tổng cộng |
| 2005–06                 | Galatasaray              | Süper Lig               | 18      | 3         |                        |                        |                    |                    |              |              |           |           |
| Pháp                    | Pháp                     | Pháp                    | Giải    | Giải      | Cúp bóng đá Pháp       | Cúp bóng đá Pháp       | Cúp Liên đoàn Pháp | Cúp Liên đoàn Pháp | Cúp châu Âu  | Cúp châu Âu  | Tổng cộng | Tổng cộng |
| 2006–07                 | Saint-Étienne            | Ligue 1                 | 28      | 4         |                        |                        |                    |                    |              |              |           |           |
| 2007–08                 | Nantes                   | Ligue 2                 | 16      | 1         |                        |                        |                    |                    |              |              |           |           |
| Cộng hòa Séc            | Cộng hòa Séc             | Cộng hòa Séc            | Giải    | Giải      | Cúp bóng đá Séc        | Cúp bóng đá Séc        | Cúp liên đoàn      | Cúp liên đoàn      | Cúp châu Âu  | Cúp châu Âu  | Tổng cộng | Tổng cộng |
| 2008–09                 | Brno                     | Gambrinus liga          | 21      | 2         |                        |                        | –                  | –                  |              |              |           |           |
| Áo                      | Áo                       | Áo                      | Giải    | Giải      | Cúp bóng đá Áo         | Cúp bóng đá Áo         | Cúp liên đoàn      | Cúp liên đoàn      | Cúp châu Âu  | Cúp châu Âu  | Tổng cộng | Tổng cộng |
| 2009–10                 | Kapfenberg               | Austrian Bundesliga     | 27      | 5         |                        |                        | –                  | –                  |              |              |           |           |
| Tổng cộng               | Cộng hòa Séc             | Cộng hòa Séc            | 131     | 38        |                        |                        |                    |                    |              |              |           |           |
| Tổng cộng               | Đức                      | Đức                     | 89      | 6         |                        |                        |                    |                    |              |              |           |           |
| Tổng cộng               | Thổ Nhĩ Kỳ               | Thổ Nhĩ Kỳ              | 18      | 3         |                        |                        |                    |                    |              |              |           |           |
| Tổng cộng               | Pháp                     | Pháp                    | 44      | 5         |                        |                        |                    |                    |              |              |           |           |
| Tổng cộng               | Áo                       | Áo                      | 27      | 5         |                        |                        |                    |                    |              |              |           |           |
| Tổng kết sự nghiệp      | Tổng kết sự nghiệp       | Tổng kết sự nghiệp      | 310     | 60        |                        |                        |                    |                    |              |              |           |           |